# Diego Fernández de Palencia
Diego Fernández de Palencia (geb. ca. 1520 in Palencia; gest. ca. 1581 in Sevilla) war ein spanischer Abenteurer und Historiker des 16. Jahrhunderts.

## Biografie
Er wurde in Palencia geboren und erhielt eine kirchliche Ausbildung, doch um 1545 schiffte er sich nach Peru ein, wo er sich der Armee von Alonso de Alvarado anschloss. Andrés Hurtado de Mendoza, der 1555 Vizekönig von Peru werden sollte, verlieh Fernandez den Titel eines Historikers von Peru. Infolge dieser Ernennung schrieb er einen Bericht über den Aufstand von Francisco Hernández Girón, den Aufstand von Gonzalo Pizarro und die Verwaltung von Pedro de la Gasca (zum Personenkreis, siehe unter Aufstand der Encomenderos in Peru). Das Werk mit dem Titel Primera y segunda parte de la Historia del Perú (Erster und zweiter Teil der Geschichte von Peru) wurde 1571 in Sevilla veröffentlicht und war König Philipp II. von Spanien gewidmet. Es ist in einem einfachen Stil geschrieben. Es enthält zahlreiche Details und ist, da es Zugang zur Korrespondenz und zu offiziellen Dokumenten der spanischen Führer bietet, die umfassendste Quellensammlung zu den beschriebenen Ereignissen. Ein Überblick über das Werk findet sich in dem Werk History of the Conquest of Peru von William H. Prescott (London 1847), dem Klassiker über die spanische Eroberung von Peru.